# Jogos da Ásia Oriental de 1997
Os Jogos da Ásia Oriental de 1997 foram a segunda edição do evento multiesportivo, realizado em Busan, na Coreia do Sul, entre os dias 10 e 19 de maio.

## Países participantes
Nove países participaram do evento:
- China
- Japão
- Cazaquistão
- Mongólia
- Guam
- Coreia do Sul
- Taipé Chinesa
- Hong Kong
- Macau

## Modalidades
Foram disputadas doze modalidades nesta primeira edição dos Jogos:
| - Atletismo - Badminton - Basquetebol - Boxe - Esportes aquáticos - Futebol - Ginástica | - Levantamento de peso - Judô - Remo - Soft tênis - Taekwondo - Wrestling - Wushu |

## Quadro de medalhas
País sede destacado.
| Ordem | País          | Medalha de ouro | Medalha de prata | Medalha de bronze |     |
| ----- | ------------- | --------------- | ---------------- | ----------------- | --- |
| 1     | China         | 62              | 59               | 64                | 185 |
| 2     | Japão         | 47              | 53               | 53                | 153 |
| 3     | Coreia do Sul | 45              | 38               | 51                | 134 |
| 4     | Cazaquistão   | 24              | 12               | 22                | 58  |
| 5     | Taipé Chinesa | 8               | 22               | 19                | 49  |
| 6     | Mongólia      | 3               | 2                | 19                | 24  |
| 7     | Hong Kong     | 1               | 2                | 2                 | 5   |
| 8     | Guam          |                 |                  | 1                 | 1   |
| 8     | Macau         |                 |                  | 1                 | 1   |
| TOTAL | TOTAL         | 190             | 188              | 232               | 610 |